# José Benincasa
José Benincasa (* 16. Juni 1891 in Montevideo) war ein uruguayischer Fußballspieler.

## Verein
Der Josefera genannte Abwehrspieler Benincasa, Bruder von Miguel Benincasa, gehörte von 1908 bis 1915 sowie erneut 1917 dem in der Primera División antretenden montevideanischen Verein River Plate FC an. 1908, 1910, 1913 und 1914 feierte seine Mannschaft jeweils den Gewinn der uruguayischen Meisterschaft. 1912 behielt man zudem sowohl bei der Copa de Honor als auch bei der Copa de Honor Cousenier die Oberhand. 1916 schloss er sich dem argentinischen Verein Boca Juniors an. Während dieser Station sind zwölf Einsätze (kein Tor) in Argentiniens höchster Spielklasse für ihn verzeichnet.
Je nach Quellenlage von 1917 oder 1918 beginnend bis 1921 und erneut von 1923 bis 1930 oder 1931 stand er im Kader von Peñarol Montevideo. Die Aurinegros wurden in diesem Zeitraum 1918, 1921, 1928 und 1929 ebenfalls Uruguayischer Meister. Zudem gewann man 1924 in der von der Federación Uruguaya de Football (FUF) ausgespielten Parallel-Meisterschaft während der Phase der Spaltung der Organisationsstruktur des uruguayischen Fußballs den Titel. Ebenso siegte Peñarol nach der durch den Laudo Serrato herbeigeführten Überwindung des uruguayischen Fußball-Schismas zwei Jahre später in der als inoffizielle Meisterschaft jenes Jahres zählenden Copa del Consejo Provisorio.
Bei Peñarol entwickelte Benincasa sich rasch zu einer der Stützen in der Abwehr und hatte zudem von 1918 bis 1928 zehn Jahre lang das Kapitänsamt inne.

## Nationalmannschaft
Benincasa war auch Mitglied der uruguayischen A-Nationalmannschaft. Insgesamt absolvierte er von seinem Debüt am 12. Juni 1910 bis zu seinem letzten Spiel für die Celeste am 19. August 1928 38 Länderspiele. Einen Treffer erzielte er dabei nicht.
Benincasa nahm mit der Nationalelf an der auch als Copa Centenario Revolución de Mayo bezeichneten Südamerikameisterschaft 1910 teil. Dort lief er in der Partie gegen die argentinische Auswahl auf. Auch war er Kadermitglied bei den Südamerikameisterschaften 1917 (kein Einsatz), 1919 (kein Einsatz) und 1921 (drei Spiele, kein Tor). 1917 gewann er mit Uruguay den Titel.
Überdies siegte er mit der heimischen Nationalelf auch bei der Copa Gran Premio de Honor Argentino 1910, der Copa Gran Premio de Honor Uruguayo 1918 und der Copa Club Círculo de La Prensa 1919.

## Erfolge
- Südamerikameister: 1917
- Copa Gran Premio de Honor Argentino (1910)
- Copa Gran Premio de Honor Uruguayo (1918)
- Copa Club Círculo de La Prensa (1919)
- Uruguayischer Meister (1908, 1910, 1913, 1914, 1918, 1921, (1924), (1926), 1928, 1929)
- Copa de Honor Cousenier 1912
- Copa de Honor 1912